# ロージー (プロレスラー)
ロージー（Rosey または RO'Z、1970年4月7日 - 2017年4月18日）は、アメリカ合衆国のプロレスラー。カリフォルニア州サンフランシスコ出身のサモア系アメリカ人。
本名、マシュー・タプヌウ・"マット"・アノアイ（Matthew Tapunu'u "Matt" Anoa'i）。
父はワイルド・サモアンズのシカ・アノアイ、弟はロマン・レインズことジョー・アノアイ。従兄弟にウマガ（ジャマール）、リキシなどがいる。

## 来歴
アノアイ・ファミリーの一員であり、父のシカ・アノアイや叔父のアファ・アノアイのトレーニングを受け1995年にデビュー。当時はビッグ・マッティ・スモールズのリングネームを名乗り、従兄のサミー・ザ・シルクことサムラ・アノアイが結成していたサモアン・ギャングスタ・パーティの一員となり、ECWなどで活動した。
その後、エディ・ファトゥとアイランド・ボーイズを結成し、2000年6月にはFMWに来日してWEWハードコアタッグ王座を獲得。
2002年、チーム名をスリー・ミニッツ・ウォーニングに改め、それぞれのリングネームもエディはジャマール、自身はロージーと改名してWWEにデビュー。エリック・ビショフのボディーガード役を務めた。
2003年、ジャマールのWWE離脱後にベビーフェイスに転向し、ザ・ハリケーンとタッグを組む。2005年5月のバックラッシュにて世界タッグ王座を獲得。マネージャーにステイシー・キーブラーを迎え活躍するものの、王座陥落後にチームワークは乱れ、ハリケーンがヒールターンしたためチームは解散することとなった。
2006年初頭にWWEを解雇される。その後、ジャマールと入れ替わるように全日本プロレスに参戦。RO&Dの一員となるが、後に裏切りVOODOO-MURDERSに加入する。諏訪魔と組んで世界タッグ王座に挑戦するも敗退。
2007年、チャンピオン・カーニバルに出場後、アメリカのダイエット番組に出演するため全日本プロレスを離脱した。9月にはOVWにスポット参戦し、従兄弟のアファ・アノアイ・ジュニアとソンズ・オブ・サモアなるタッグチームを結成して活動。
2008年、インディアナ州を拠点とするEWF（Extreme Wrestling Federation）やオハイオ州を拠点とするMOW（Mid-Ohio Wrestling）などアメリカ中西部のインディー団体に参戦。
2009年11月24日、ハルク・ホーガンがオーストラリアにて開催したイベントであるハルカマニアにビッグダディ・ロウ・ロウのリングネームで参戦。ショーン・モーリー、ピンプ・ファーザーとトリプルスレットマッチを行い勝利した。
2011年4月23日、SAW（Southern Allstar Wrestling）にて元WWE所属のビッグ・ダディVとタッグを組んでデリック・キング & ドリュー・ハスキンスと対戦して勝利した。
2017年4月18日、心不全により死去した。47歳没。

## 得意技
- フライング・ソーセージ
- サイドスラム
- ライオンサルト
- サモアン・ドライバー
- アラビアン・プレス
- サモアン・ドロップ

## 獲得タイトル
WWE
- 世界タッグ王座：1回（w / ザ・ハリケーン）

HAW
- HAWタッグ王座：1回（w / Ekmo）

MCW
- MCW南部タッグ王座：1回（w / Ekmo）

FMW
- WEWハードコアタッグ王座：1回（w / エディ・ファトゥ）